# Jaworow
Jaworow (bułg. Яворов) – schronisko turystyczne położone w paśmie górskim Piryn, w zachodniej części cyrku lowodcowego Razłożki suchodoł, na wysokości 1740 m n.p.m. Budynek posiada 97 miejsc noclegowych, bar, restaurację i kiosk.
Schronisko zostało zbudowane w 1933 roku pod nazwą Polanite przez firmę turystyczną Pirin. Koszty budowy wyniosły 26 300 lewów. W 1981 roku obiekt został przebudowany i przemianowany na Jaworow.
Szlaki turystyczne z tego miejsca prowadzą do szczytów Wichren i Kuteło oraz do miasta Razłog.